# الدوري التونسي لكرة اليد 2005–06
الدوري التونسي لكرة اليد 2005-2006 هو الدورة 51 من الدوري التونسي لكرة اليد للرجال.
فاز بهذا الموسم النجم الرياضي الساحلي.

## روابط خارجية
- الموقع الرسمي للجامعة التونسية لكرة اليد.